# Mikko Ronkainen
Mikko Ronkainen (né le 25 novembre 1978 à Muurame) est un skieur acrobatique finlandais. 

## Palmarès

### Jeux olympiques d'hiver
- Jeux olympiques de 2006 à Turin (Italie) :
  -  Médaille d'argent en bosses.

### Championnats du monde de ski acrobatique
- Championnats du monde de 2001 à Whistler (Canada) :
  -  Médaille d'or en bosses.
- Championnats du monde de 2003 à Whistler (Canada) :
  -  Médaille d'or en bosses.

### Coupe du monde
- 1 gros globe de cristal :
  - Vainqueur du classement général en 2001.
- 1 petit globe de cristal :
  - Vainqueur du classement bosses en 2001.
- 18 podiums dont 8 victoire